# Zahana
Zahana (em árabe: زھانة), anteriormente Saint-Lucien, é uma cidade e comuna localizada na província de Mascara, Argélia. Segundo o censo de 2008, a população total da cidade era de 21 850 habitantes.